# الحفرية (مدينة)
ناحية الحفرية أو تاج الدين وهي إحدى النواحي التابعة لقضاء العزيزية في محافظة واسط. تقع بلدة الحفرية شمال مدينة الكوت بمسافة 110 كم وإلى الجنوب من مدينة بغداد بمسافة 60 كم، تحاذي ناحية الحفرية منطقة النهروان من جهة الشمال الشرقي ومنطقة الوحدة من جهة الشمال. تم استحداث الناحية بموجب المرسوم الجمهوري رقم 156 في 24 أيار من سنة 1976، تبلغ مساحة ناحية الحفرية (ناحية تاج الدين) حوالي 210 كم٢ .

## هوامش
- الناحية ذات طبيعة زراعية فيها واحد من خمسة مشاريع زراعية وإروائية كبرى في واسط (مشروع الحفرية) ، وتزرع فيها محاصيل الحنطة والشعير والذرة الصفراء والقطن والخضراوات والأعلاف مع وجود عدد كبير من البساتين ويعتمد أهالي الناحية خاصة الريف على تربية الأغنام والأبقار
- تشتهر البلدة كذلك بوجود العديد من حقول الدواجن والأسماك .
- ويعد مزار الإمام التاج والذي يقع على مسافة 3 كلم جنوب شرق البلدة من أبرز المزارات الموجودة هناك.[3]